# Orien Harris
(en) Statistiques sur pro-football-reference
(en) Statistiques sur statscrew
Orien J. Harris (né le 3 juin 1983 à Newark) est un joueur américain de football américain.

## Enfance
Harris étudie à la Newark High School où il remporte de nombreux championnat du Delaware avec son frère Kwame Harris, dans les différentes équipes sportives du lycée. The Football News va le nommer meilleur joueur de ligne défensive du pays au niveau lycéen. Il totalise lors des années lycées, 496 tacles, trente-trois sacks, 252 tacles pour des pertes.

## Carrière

### Université
Il entre à l'université de Miami en 2001. Lors de sa dernière année universitaire, il va faire quarante tacles, onze pour des pertes, 3,5 sacks et un fumble récupéré. Sur ces cinq années avec les Hurricanes, il fait 159 tacles, onze sacks, et un fumble récupéré.

### Professionnel
Orien Harris est sélectionné au quatrième tour du draft de la NFL de 2006 par les Steelers de Pittsburgh au 133e choix. Néanmoins, il n'est pas conservé pour la saison 2006. Il signe alors avec les Browns de Cleveland et fait ses débuts en professionnel la même année en entrant au cours de deux matchs.
En 2007, Cleveland le libère et il tente sa chance avec les Bills de Buffalo sans pour autant jouer avec l'équipe active (ou première équipe). En cours de saison, il intègre l'équipe des Saints de la Nouvelle-Orléans mais là non plus il ne joue aucun match. La saison suivante, il joue avec les Bengals de Cincinnati comme défensive tackle remplaçant et joue son premier et seul match comme titulaire.
Le 6 mai 2009, durant le camp d'entraînement des Bengals, il est échangé aux Rams de Saint-Louis contre Brian Leonard. Néanmoins, il ne reste que peu de temps avec Saint-Louis car les Rams l'échange aussi le 22 juillet 2009 aux Lions de Detroit contre Ronald Curry. Même s'il est retenu dans l'équipe de Detroit pour l'ouverture de la saison 2009, il est libéré le 16 septembre.
Il doit attendre le 24 novembre 2009 pour retrouver une équipe, revenant à Cincinnati et entre au cours de quatre matchs en 2009. Il continue son bout de chemin avec les Bengals en faisant le camp d'entraînement 2010 mais il est libéré le 4 septembre, non retenu parmi la liste des joueurs pour la saison 2010. Il passe une année sans équipe.
En 2011, il réapparaît, cette fois-ci en United Football League, dans l'équipe des Destroyers de Virginie avec qui il remporte le championnat UFL la même année.

## Palmarès
- Meilleur joueur de ligne défensive du pays de la saison 2000 (niveau lycéen) selon The Football News
- All-American lycéen 2000 selon The Football News
- Joueur de l'année du Delaware 2000 (niveau lycéen)
- Joueur de ligne du Delaware 2000 (niveau lycéen)
- Joueur défensif du Delaware 2000 (niveau lycéen)
- Champion de la Division I du Delaware 2000
- Champion UFL 2011